# Juliana Hatfield

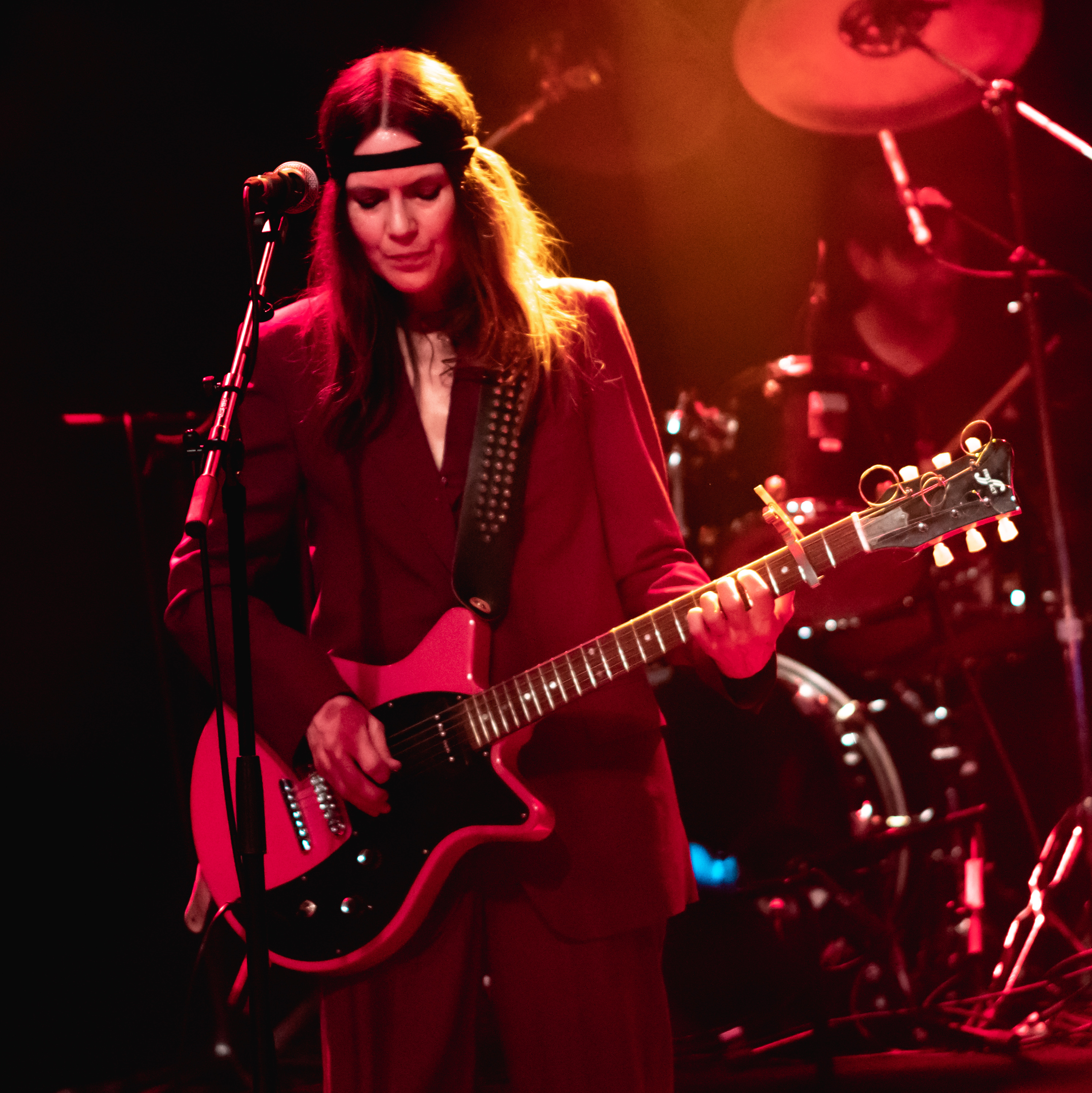
Juliana Hatfield 2019

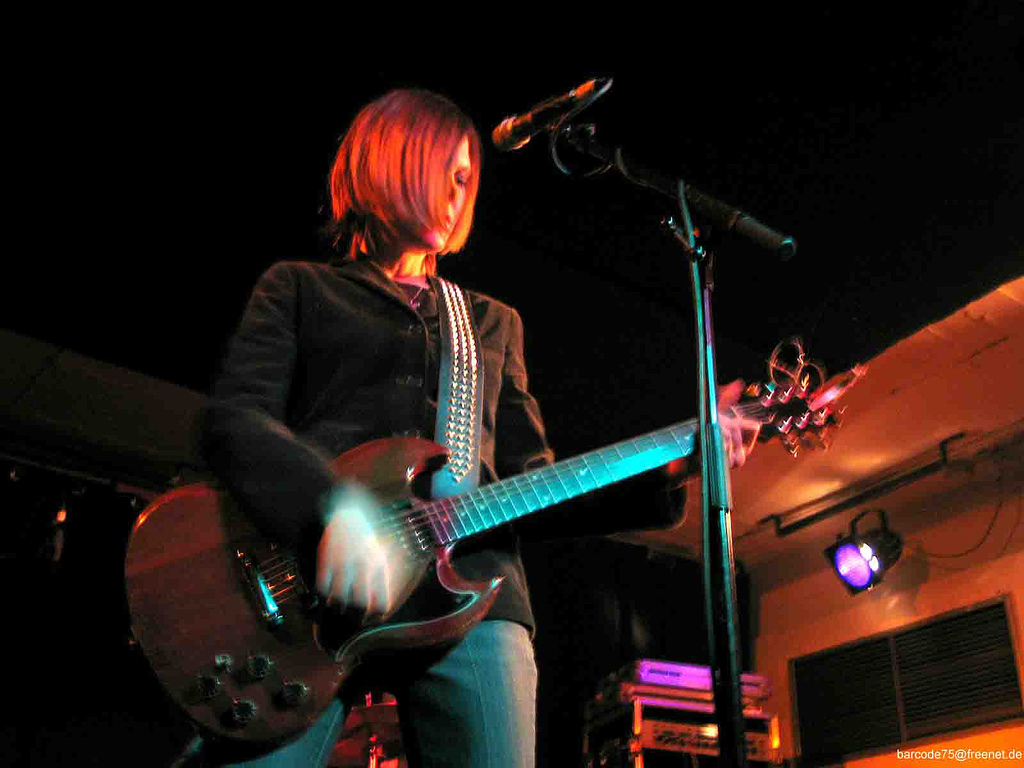
Juliana Hatfield 2006

Juliana Hatfield (* 27. Juli 1967 in Wiscasset, Maine) ist eine US-amerikanische Rockmusikerin. Sie spielt Gitarre und schreibt eigene Songs.

## Karriere
Hatfield war Teil der Indie-Rock-Band Blake Babies. Nach deren Auflösung 1991 spielte sie für etwa ein Jahr in der Band The Lemonheads Bass und wirkte auf deren Album It’s a Shame About Ray mit.
Ab 2001 spielte sie in der Gruppe Some Girls. Daneben setzte sie ihre Solokarriere fort. 2013 erschien unter dem Projektnamen Minor Alps das Ergebnis einer Kollaboration mit Matthew Caws (Nada Surf).

## Biografisches
Juliana Hatfield ist die Tochter von Julie Hatfields, der Modekritikerin des Boston Globe. Sie hatte eine medial begleitete Beziehung mit Evan Dando, dem Gründer der Indie-Band The Lemonheads.

## Diskografie (Auswahl)

### Studioalben
Solo
- 1992 – Hey Babe
- 1993 – Become What You Are (als The Juliana Hatfield Three)
- 1995 – Only Everything
- 1997 – Please Do Not Disturb (EP)
- 1998 – Bed
- 2000 – Beautiful Creature
- 2000 – Juliana's Pony: Total System Failure und Beautiful Creature
- 2002 – Gold Stars 1992–2002: The Juliana Hatfield Collection
- 2004 – In Exile Deo
- 2005 – Made in China
- 2007 – Sittin’ in a Tree (EP; mit Frank Smith)
- 2008 – How to Walk Away
- 2010 – Peace & Love
- 2011 – There’s Always Another Girl
- 2012 – Juliana Hatfield
- 2013 – Wild Animals
- 2015 – Whatever, My Love (The Juliana Hatfield Three)
- 2017 – Pussycat
- 2018 – Juliana Hatfield Sings Olivia Newton-John
- 2019 – Juliana Hatfield Sings The Police[2]
- 2021 – Blood

Blake Babies
- 1987 – Nicely, Nicely (Chewbud Records)
- 1989 – Earwig
- 1989 – Slow Learner (Utility Records)
- 1990 – Sunburn
- 1991 – Rosy Jack World (EP)
- 1993 – Innocence & Experience
- 2001 – God Bless The Blake Babies
- 2002 – Epilogue (EP)

Some Girls
- 2003 – Feel It
- 2006 – Crushing Love

Minor Alps
- 2013 – Get There

### Livealben
- 2006 – The White Broken Line

## Bücher
- When I Grow Up: A Memoir. Wiley Publishing, 2008. ISBN 0470189592